# Unione del Vegetale
L' Unione del Vegetale ( o UDV) è una religione cristiana sincretica basata sull'uso dell'Ayahuasca - il vegetale a cui allude il nome del gruppo religioso - in un programma di evoluzione spirituale basata sulla concentrazione mentale e sulla ricerca della conoscenza di sé. 
Tra le religioni ayahuasca brasiliane la UDV è caratterizzata dal suo impegno all'espansione organizzata, dall'autorità centralizzata e dalla legittimazione statale.